# Chồng ảo (phim)
Chồng ảo (tựa gốc: The Time Traveler's Wife) là một phim khoa học viễn tưởng lãng mạn chính kịch của Mỹ năm 2009 dựa trên tiểu thuyết cùng tên năm 2003 của Audrey Niffenegger. Do Robert Schwentke đạo diễn, phim có sự tham gia của Eric Bana, Rachel McAdams và Ron Livingston. Nội dung phim xoay quanh Henry DeTamble (Bana), một thủ thư ở Chicago bị mắc căn bệnh rối loạn di truyền bí ẩn khiến anh có khả năng du hành thời gian ngẫu nhiên khi anh cố gắng xây dựng tình yêu với Clare Abshire (McAdams), người vợ tương lai của anh.